# 모잠비크의 국장

모잠비크의 국장

모잠비크의 국장은 1990년에 제정되었다.
국장 가운데에 그려져 있는 톱니바퀴 가운데에는 붉은색 태양이 그려져 있으며 태양 아래에는 모잠비크의 지도가 초록색으로 그려져 있다. 톱니바퀴는 노동자와 공업을, 붉은색 태양은 새로운 생활의 건설을 의미한다. 지도 아래에는 파란색 물결 무늬가 그려져 있으며 지도 위에는 펼쳐져 있는 책이 그려져 있다. 책 위에는 엇갈린 채로 놓인 AK-47과 괭이가 그려져 있다. 펼쳐져 있는 책은 교육을, 괭이는 농민과 농산물을, AK-47은 국방과 경계를 의미한다.
톱니바퀴 왼쪽을 옥수수가 감싸고 있으며 오른쪽을 사탕수수가 감싸고 있다. 톱니바퀴 위에는 붉은색 별이 그려져 있다. 붉은색 별은 사회주의를, 옥수수와 사탕수수는 농업의 풍요로움을 의미한다. 국장 아래쪽에는 붉은색 리본이 옥수수와 사탕수수를 감싸고 있으며 리본 가운데에는 모잠비크의 공식 명칭인 "모잠비크 공화국"("República de Moçambique")이 포르투갈어로 쓰여 있다.

## 역대 모잠비크의 국장

모잠비크 인민 공화국의 국장 (1975년 ~ 1982년)
모잠비크 인민 공화국의 국장 (1982년 ~ 1990년)